# Heuchera pilosissima
Heuchera pilosissima är en stenbräckeväxtart som beskrevs av Fisch. och Mey.. Heuchera pilosissima ingår i släktet alunrötter, och familjen stenbräckeväxter. Utöver nominatformen finns också underarten H. p. hemisphaerica.